# Brautzug im Frühling
Der Brautzug im Frühling ist ein Gemälde des deutschen Malers und Graphikers Ludwig Richter und befindet sich in der Galerie Neue Meister in Dresden.

## Bildbeschreibung
„Brautzug. Frühlingslandschaft. Rechts aus dem Walde tritt der Zug hervor, an dessen Spitze, schon in der Mitte des Bildes, Braut und Bräutigam in altdeutscher Tracht schreiten. Vorauseilende Kinder mit Kränzen und ein Hündchen haben schon die Brücke erreicht, die weiter links über den Bach führt. Im Mittelgrunde bei einer Schafheerde auf sonniger Höhe sitzt ein junger Schäfer, der die Flöte bläst; neben ihm die Schäferin und ein Hirtenknabe. Links Fernblick bis zu blauen Bergen; davor eine Burg. Bezeichnet links unten: L. Richter. 1847“

Dieser Eintrag in Karl Woermanns’s Galeriekatalog von 1887 kann seiner Natur nach nur einen knappen Überblick über die dargestellte Szenerie geben.

### Der Brautzug
Die Lichtführung wird auf das Brautpaar fokussiert, das durch zwei knorrige Bäume hindurchschreitet, die sich ihm zuneigen. Der Bräutigam trägt einen breitkrempigen Filzhut in der Hand, auf dem Kopf trägt er dagegen ein Schapel (reifenförmigen Kopfschmuck).
Zu seiner Linken geht die Braut, die als Zeichen ihrer Jungfräulichkeit einen Myrtenkranz trägt. Sie trägt ein langes rosa Kleid mit Schleppe, das sie schürzt, um nicht auf den Saum zu treten. Beide Brautleute tragen Rosenblüten an ihren Gewändern.
Hinter dem Brautpaar laufen die Brauteltern, die in der Literatur mehrfach als Müllersleute beschrieben wurden. Das Gewand und der Hut des stattlichen Müllers ist ebenfalls mit Rosen geschmückt, er trägt an seinem Gürtel ein Werkzeug oder eine Waffe in einem Futteral. Die Frau, etwas gebückt und verhärmt, trägt einen Rosenkranz über ihren Arm, ihr Kopftuch und ihre Kleidung tragen keinen Schmuck. Beide benutzen Gehstöcke, ob ihres Alters oder ihrer Vornehmheit.
Den Müllersleuten folgen weitere Personen der Hochzeitsgesellschaft, so eine Brautjungfer im schmucklosen gelben Gewand und ein Herr mit Tirolerhut, der sich einer Frau zuwendet, die einen Efeukranz trägt.
Am Baum neben dem Bräutigam befindet sich ein Bildstock, der mit frischen Rosen geschmückt ist und auf dem ein Vogel, wohl eine Taube, sitzt. Hinter dem Brautzug, im Wald, erkennt man die Kapelle, in der die Trauungszeremonie stattgefunden haben dürfte. Vor der Kapelle tummeln sich zwei Vögel in der Luft.

### Die Kinder
In einiger Entfernung vor dem Brautzug, schon außerhalb des Lichtkegels, passieren 5 Kinder, 3 Mädchen und 2 Jungen mit einem Hündchen eine Brücke, die über einen Bach führt. Die Brücke ist an einer Seite mit einem Geländer gesichert. Die Mädchen tragen Myrtenkränze im Haar, das vorauseilende Mädchen streut Blüten für das Brautpaar. Ein zweites, schon größeres Mädchen führt an einer Hand ein kleineres Kind, in der anderen Hand trägt es einen Korb mit Blumen.
Die beiden Jungen tragen Brautkränze an langen Stangen, wobei der vordere Junge nicht mehr bei der Sache ist und in Richtung Bach sieht, wo anscheinend etwas seine Aufmerksamkeit erregt hat.

### Die Hirten
Etwas abseits auf einer Wiese, auch außerhalb des Lichtkegels, beobachtet eine Hirtengruppe die Prozession. Ein Hirte spielt auf einer Flöte, ihm zugesellt ist eine liegende weibliche Figur, die mit Interesse den Brautzug beobachtet. Neben den beiden steht ein Hirtenjunge mit dem Hirtenstab, der, nach oben blickend, die Arme jubelnd zum Himmel streckt. Ihm zugesellt ist der Hirtenhund und eine Schafherde.

### Die Landschaft
Hinter der Hirtengruppe öffnet sich die Landschaft und der Blick schweift, vorbei an dem Waldsaum mit einem Sprung Rehe, über eine liebliche hügelige Landschaft. Rechts, unterhalb einer Burg, sind Giebel und Dächer von Gebäuden zu sehen, das in der Literatur als Mühle bezeichnete Gebäude ist mit einer Fahne geschmückt.

## Entstehung und Bedeutung
Richter arbeitete an dem Bild von 1845 bis zum Frühjahr 1847.
Weder Landschafts-, noch Genre- oder Historienbild, lässt dieses Gemälde sich nur schwerlich in eine der klassischen Bildgattungen einordnen. Nach Heinrich Richter, dem Sohn Ludwig Richters, ließ sich sein Vater durch den Besuch von Richard Wagner’s Oper Tannhäuser zu diesem Bild inspirieren. Die von Ludwig Richter selbst überlieferten Äußerungen zu dem Bild sind eher dürftig und für eine Interpretation wenig hilfreich. Lediglich seine Klagen über die lange Werkzeit an dem „großen“[sic!] Bild können als Hinweise darauf gelten, dass sich der Künstler intensiv mit dem Sujet beschäftigt hat.
Um die Bedeutungsinhalte dieses Gemäldes zu verstehen, ist es hilfreich, die tiefe Religiosität Ludwig Richters einzubeziehen. Richter war gläubiger Katholik und das

„Bestreben, die Kunst oder vielmehr die Landschaftsmalerey mit meinem inneren Leben, mit dem Christenthum in Uebereinstimmung zu bringen,“

war ein zentraler Ausgangspunkt seiner Malerei.
Es liegt demnach nahe, die Szene, die auf den ersten Blick als biedermeierliches, rückwärtsgewandtes Idyll wahrgenommen wird, auf Inhalte sakraler Ikonographie zu untersuchen. Dabei kann der Schwerpunkt auf die Erklärung folgender Bildelemente gelegt werden:
- der Hut: Der Hut, den der Bräutigam in den Händen trägt, passt schwerlich zu dessen Kostüm, er erinnert eher an die Hüte, die Zimmerleute auf ihrer Wanderschaft tragen. Auch auf dem Kopf kann er ihn auf Grund des ihn zierenden Schapels nicht getragen haben.
- das Steilufer: Die Hirtengruppe sitzt auf einem Steilufer, das gefährlich unterhöhlt ist und jederzeit abbrechen kann.
- das Wasser: Der Bach setzt sich unterhalb der Brücke nicht fort, es ist kein Wasserlauf mehr zu erkennen.

Diese Bildattribute können als Beleg für die These gelten, dass Richter mit der dargestellten Szene den Einzug ins Paradies thematisiert hat, als Einzug des Menschengeschlechtes in eine Landschaft als paradiesischer Garten, ganz im Sinne der klassischen Auffassung Claude Lorrains, Poussins oder Joseph Anton Kochs.
- Der Hut kann ein Bezug auf Jesus von Nazaret sein, der den Beruf eines Zimmermanns erlernt hatte.
- Das Steilufer und das Wasser haben ihre Gefährlichkeit im Paradies verloren, einem Ort des Friedens, an dem

„Wölfe bei den Lämmern wohnen und Parder bei den Böcken liegen. … Kühe und Bären werden auf der Weide gehen, daß ihre Jungen beieinander liegen; und Löwen werden Stroh essen wie die Ochsen. Und ein Säugling wird seine Lust haben am Loch der Otter. … Man wird nirgend Schaden tun noch verderben.“

Diese Vision des Friedens mag auch eine Antwort des Malers Ludwig Richter auf die Aufstände des Vormärz gewesen sein.

## Provenienz, Ausstellung und Motivverwendung

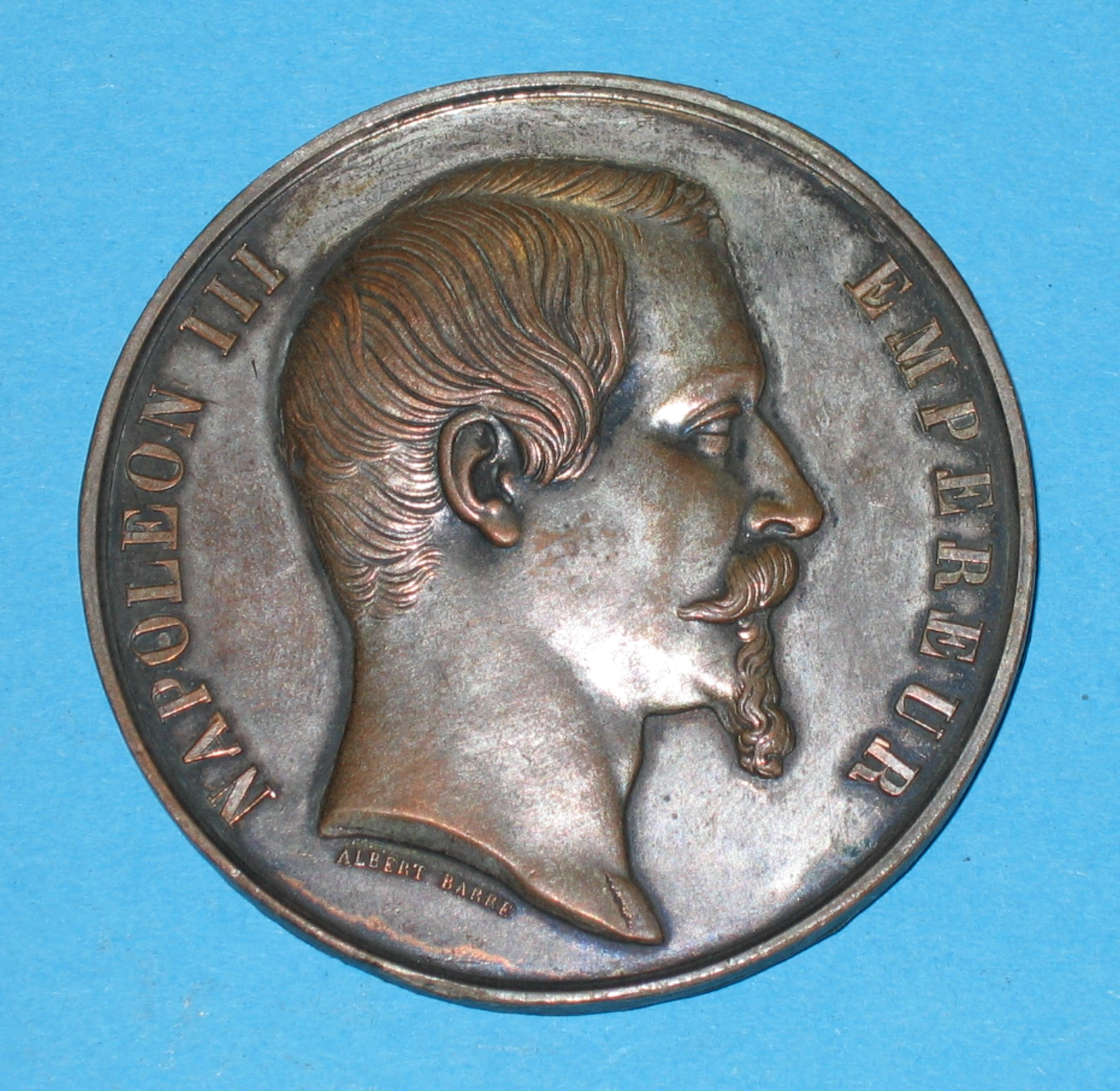
Medaille der Weltausstellung Paris 1855

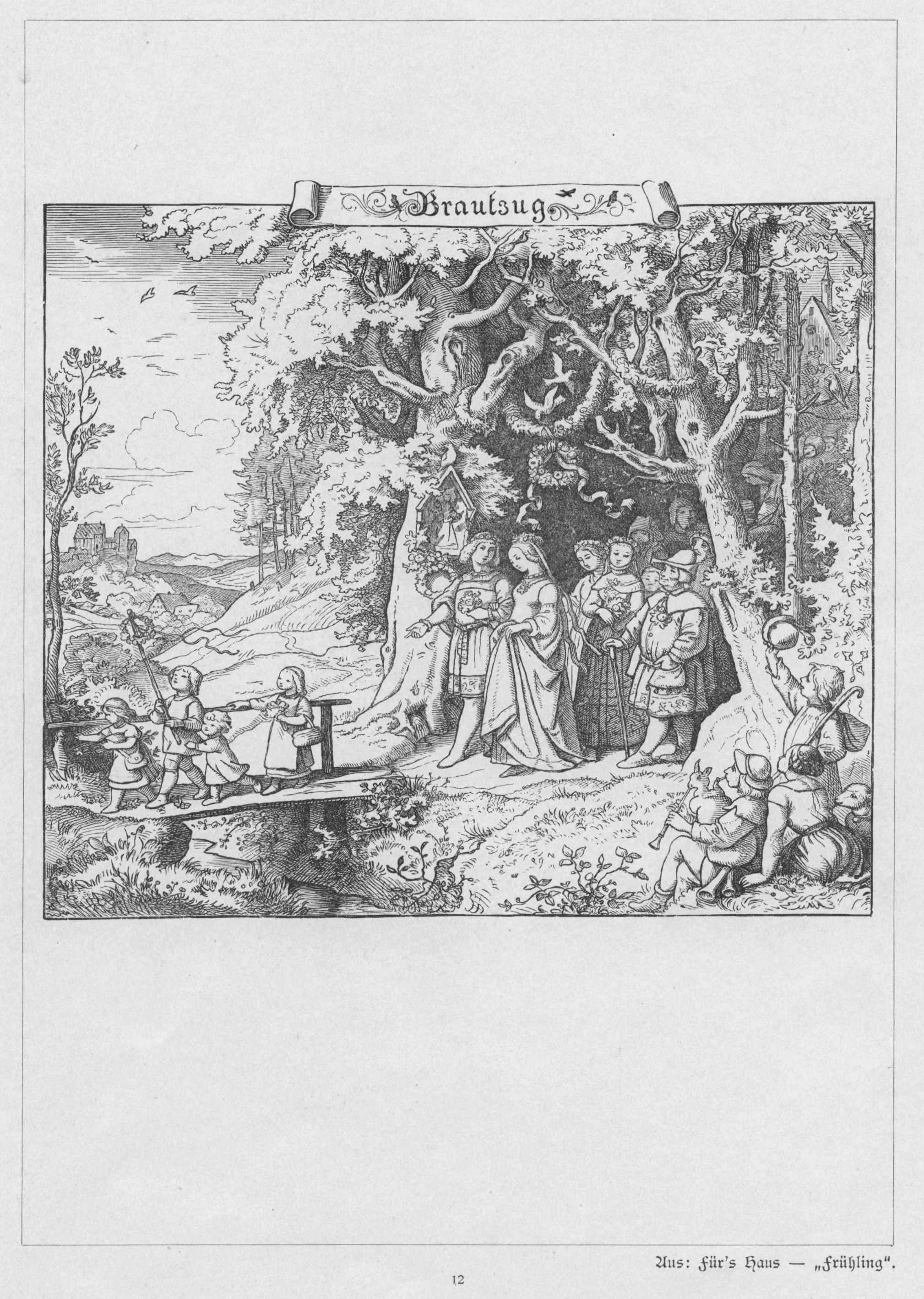
Holzschnitt Ludwig Richters mit dem Brautzugmotiv (1859)

Kurz nach der Fertigstellung des Bildes wurde es von der Lindenau-Stiftung des ehemaligen sächsischen Staatsministers Bernhard von Lindenau erworben und in der Königlichen Gemäldegalerie in Dresden als eines der ersten Werke sächsischer Gegenwartskunst ausgestellt. 1854 wurde das Bild auf der Allgemeinen deutschen Kunstausstellung in München gezeigt, im Jahr darauf erhielt es auf der Pariser Weltausstellung eine Goldmedaille. Dieses Ereignis wurde von der Dresdner Künstlerschaft mit einem Fackelzug gefeiert, der auch dem Bildhauer Ernst Rietschel galt, der in Paris ebenfalls mit der goldenen Medaille geehrt wurde.
Dem Bild ähnliche Stiche und Holzschnitte wurden vom Meister selbst, aber auch von weiteren Künstlern ausgeführt, so als Jahresgabe 1867 für die Mitglieder des Sächsischen Kunstvereins als Stich von Ludwig Friedrich.
Das Motiv der vorauseilenden Kinder wurde im Fürstenzug in Dresden als Begleitung für Ludwig Richter verwendet, der in der Schlussgruppe mit abgebildet ist.
Zu der mehrtägigen Jubiläums-Veranstaltungen anlässlich des 70. Jahrestages Neue Schule Lotzdorf, der heutigen Ludwig-Richter-Schule Oberschule Radeberg, im Mai 1954 ist im Fest-Umzug eine bis in kleinste Details historisch getreue Nachgestaltung des Bildes Brautzug im Frühling erfolgt.
Zum 13. Elbhangfest 2003 wurde der Brautzug im Frühling lebendig nachgestaltet.